# NGC 768
NGC 768 è una vasta galassia a spirale barrata situata nella costellazione della Balena, a una distanza di circa 322 milioni di anni luce dalla nostra Via Lattea.

## Scoperta
La galassia è stata scoperta il 2 dicembre 1885 dall'astronomo statunitense Lewis Swift.

## Descrizione
NGC 768 ha una classe di luminosità II-III e presenta una larga riga a 21 cm dell'idrogeno neutro.
Il database SIMBAD la classifica come galassia LINER, cioè una galassia il cui nucleo presenta uno spettro di emissione caratterizzato da larghe righe di atomi debolmente ionizzati.
Una galassia nana poco visibile, posta a ovest di NGC 768, in prossimità della zona centrale, sembra essere in collisione con NGC 768 e si nota una elevata attività di formazione stellare in questa regione. A sud di NGC 768 è presente una coda che potrebbe essere il residuo di un precedente incontro con un'altra galassia.